# Sangen om kirsebærtid
Sangen om kirsebærtid er en dansk film fra 1990, der er instrueret af Irene Werner Stage, som også har skrevet filmens manuskript.

## Medvirkende
- Lea Brøgger
- Henrik Jandorf
- Kenneth Kreutzmann
- Anette Støvelbæk
- Annika Hoydal
- Pauli Ryberg
- John Lambreth
- Lars Guldberg Bang
- Kurt Janda
- Kåre Vergmann
- Klaus Holm
- Martin Olsen
- Daniel Condamines
- Stefan Dreler
- Anne Huwaert
- Gitte Møller
- Camilla Stage